# قلعه دو کوهه
قلعه دو کوهه مربوط به سده‌های متأخر دوران‌های تاریخی پس از اسلام است و در شهرستان پل‌دختر، بخش مرکزی، دهستان جایدر، ۵۰۰ متری شمال روستای دو کوهه رشون واقع شده و این اثر در تاریخ ۲۸ اسفند ۱۳۸۵ با شمارهٔ ثبت ۱۸۴۵۹ به‌عنوان یکی از آثار ملی ایران به ثبت رسیده است.